# Bupleurum nipponicum
Bupleurum nipponicum är en flockblommig växtart som beskrevs av Koso-pol. Bupleurum nipponicum ingår i släktet harörter, och familjen flockblommiga växter. Inga underarter finns listade i Catalogue of Life.

## Bildgalleri

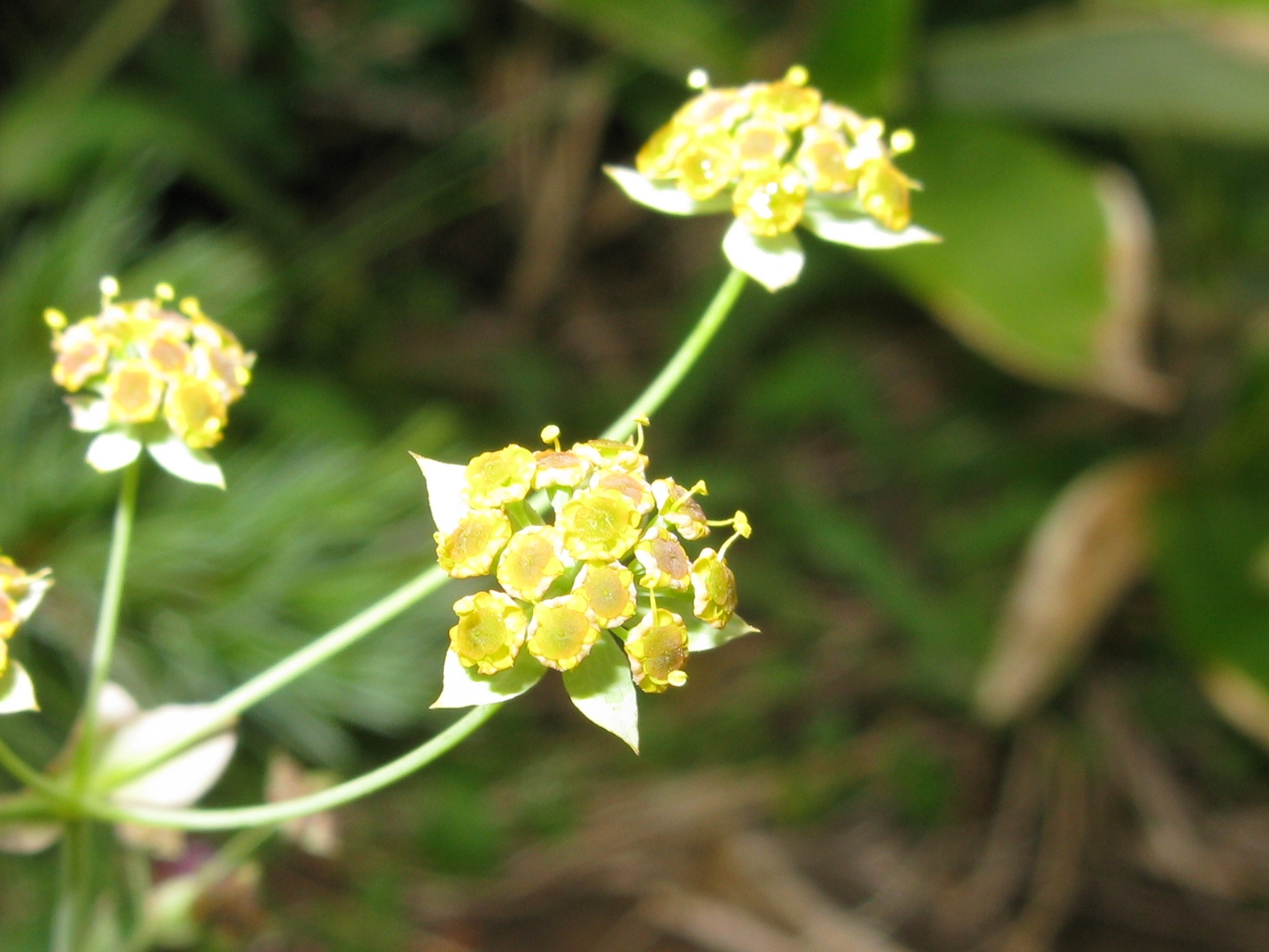